# Golfe de Gascogne
Le golfe de Gascogne est un espace maritime de l'océan Atlantique Nord s’étendant de la Bretagne en France à la côte cantabrique en Espagne.

## Limites
L'Organisation hydrographique internationale détermine les limites du golfe de Gascogne de la façon suivante :
- Une ligne joignant le cap Ortegal au sud (43° 46′ 24″ N, 7° 52′ 09″ O) à la pointe de Penmarc'h au nord (47° 47′ 50″ N, 4° 22′ 31″ O).

Le golfe couvre en conséquence une surface d'environ 223 000 km2 et sa profondeur maximale atteint 4 735 m.

## Toponymie
Son appellation varie selon les langues, mais toutes qualifient cette zone du nom d'une région sur ses côtes : la Cantabrie, la Biscaye, la Gascogne. Les formes courantes sont en :
- latin : Sinus Cantabrorum « golfe des Cantabres », mais la carte de Peutinger porte la mention Sinus Aquitanicus « Golfe d'Aquitaine » ;
- basque : Bizkaiko golkoa « le golfe de Biscaye » ;
- breton : Ar Golf « le golfe » ou Pleg-mor Gwaskogn « golfe de Gascogne » ;
- espagnol : Golfo de Vizcaya « golfe de Biscaye », couvrant l'ensemble du golfe, mais parfois s'appliquant seulement à sa partie basque ; la partie sud, bordant les côtes entre l'Adour et la Punta Estaca de Bares, est connue sous le nom de Mar Cantábrico « mer Cantabrique » ;
- français : Golfe de Gascogne ;
- galicien : Golfo de Biscaia « golfe de Biscaye » ;
- gascon : Golf de Gasconha « golfe de Gascogne » ;
- anglais : Bay of Biscay, la « baie de Biscaye ».

## Formation géologique

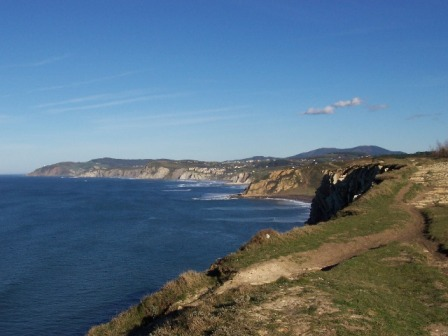
Cote du golfe de Gascogne

Le golfe de Gascogne est issu de l'écartement tectonique de la plaque ibérique par rapport au reste de la plaque tectonique européenne, notamment au cours de la fin du Crétacé inférieur, à la suite de plusieurs événements de rifting successifs commençant dès le Trias/Lias, avec le rift de Biscaye et peut-être même dès le Permien[réf. souhaitée], précédant l'ultime événement du Crétacé qui aboutit à la formation des rifts de Parentis et d'Arzacq entre autres, et même à une océanisation complète en ce qui concerne le golfe de Gascogne.
Par conséquent, le fond du golfe se compose majoritairement de roches typiques des croûtes océaniques, comme du basalte, sous des couches sédimentaires plus ou moins épaisses.

## Fleuves
Il est le débouché de plusieurs fleuves (du nord au sud) :
| France | Espagne                                                                                                 |
| --- | --- |
| - l'Odet - la Laïta - le Scorff - le Blavet - la Vilaine - la Loire - le Lay - la Sèvre niortaise - la Charente - la Seudre - la Gironde (estuaire commun de la Garonne et de la Dordogne) - l'Adour - la Nivelle - l'Untxin - la Bidassoa | - Bidassoa - Urumea - Oria - Deba - Urola - Nervion - Saja - Pas - Deva - Cares - Sella - Nalón - Navia |

## Vents
Les vents forts du nord-ouest qui le parcourent ont pour origine les basses pressions centrées sur les Îles Britanniques et la mer du Nord, combinées avec l'anticyclone des Açores.
Le sud du golfe de Gascogne reçoit les plus grosses houles de l'océan Atlantique. À l'embouchure de l'Adour, à Anglet, les vagues formées à des milliers de kilomètres, peuvent atteindre six à huit mètres de haut,.

## Faune

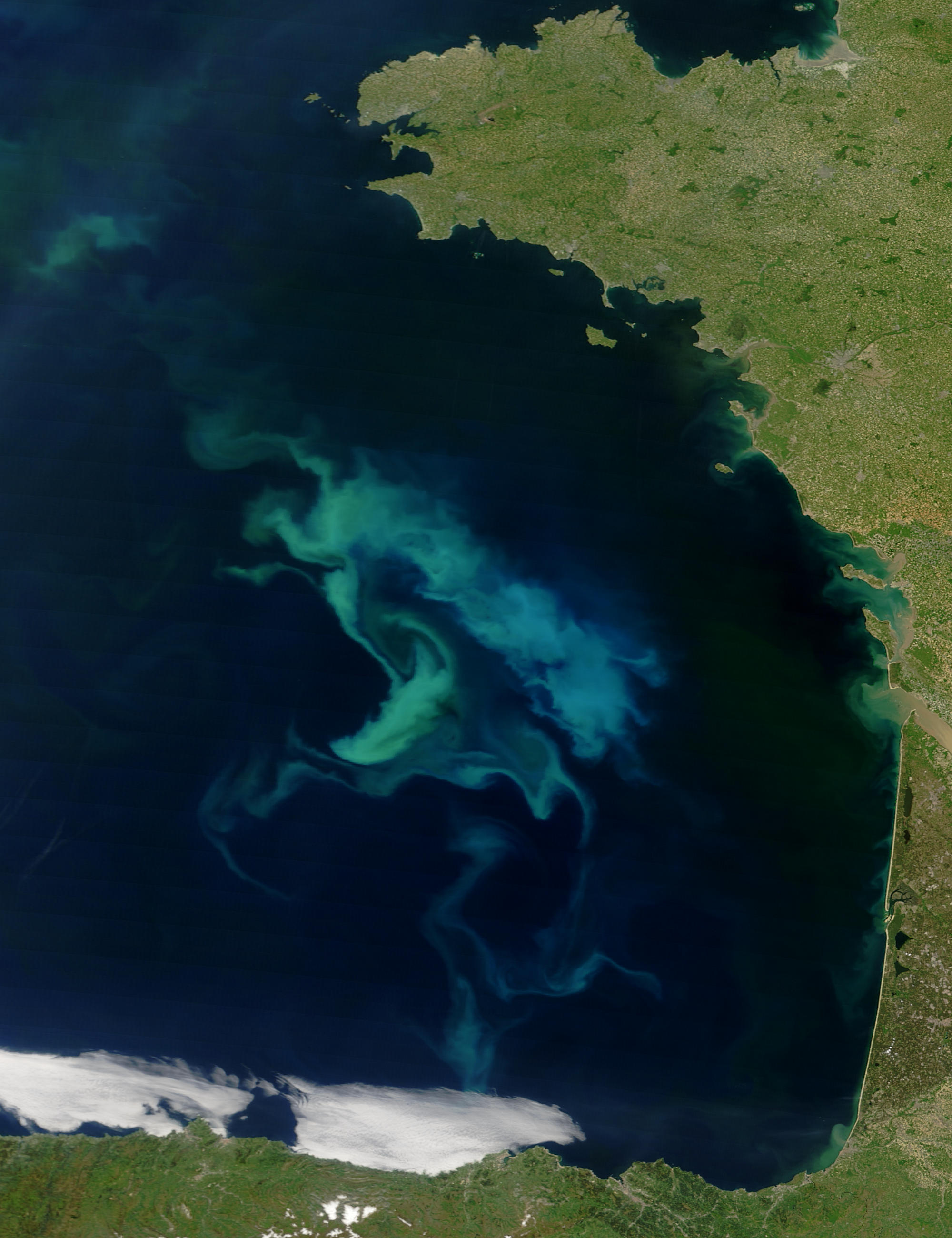
Efflorescence algale dans le Golfe de Gascogne, vue par satellite.

Le golfe de Gascogne est un des hauts lieux de l'observation des mammifères marins dans le monde depuis 1995. Près d'une trentaine d'espèces y sont recensées dont vingt-six certaines, une possible, une probable. Les cétacés observables à partir des ferrys : rorqual commun, petit rorqual, cachalot, dauphin commun, dauphin bleu et blanc, grand dauphin, dauphin de Risso, globicéphale noir, marsouin commun, baleine de Cuvier, baleine à bec de Sowerby, hyperoodon boréal ; parmi les poissons : requin pèlerin, requin bleu, poisson lune.
Plusieurs associations anglaise (BDRP), espagnole (Cétacéa), française (la croisière des baleines) y organisent des stages d'identification des cétacés durant l'été depuis les ferrys[réf. nécessaire].
Les archives des échouages des cétacés sur les côtes françaises ont permis d'identifier 21 espèces, l'observation en mer a permis d'en observer 28.

## Activités économiques
- La formation importante de vagues le long du littoral favorise la pratique du surf surtout sur les stations de la Côte d'Argent et aussi de la Côte basque.
- Le golfe est un des cadres de la course la Solitaire du Figaro.
- Le cabotage intra-européen est une activité importante du golfe.
- Traversée par deux lignes de ferry entre l'Espagne et l'Angleterre : Santander-Plymouth et Bilbao-Portsmouth et par une ligne de ferry entre l'Espagne et la France : Gijon-Montoir de Bretagne.
- Présence de nombreuses stations balnéaires, dont les plus renommées sont La Baule, Les Sables-d'Olonne, Royan, Arcachon, Mimizan, Biarritz, Saint-Sébastien.
- Découverte des cétacés par des stages d'identification depuis les ferrys.
- Le golfe possède d'importantes ressources halieutiques, qui y ont favorisé la pêche mais aussi la surexploitation d'une partie de ces ressources naturelles ; 28 stocks de populations de poissons sur 34 y sont en mauvais état, voire en très mauvais état. Par exemple, la population de sole commune (Solea solea) est surexploitée[6] ; la biomasse des géniteurs est en baisse depuis 1993 et les captures portent de plus en plus sur les classes jeunes. L'anguille européenne est aussi menacée par une sur-pêche en estuaire et le braconnage des civelles et par la pollution de l'eau[6]. En Nouvelle-Aquitaine, cette espèce autrefois parmi les plus communes est depuis peu classée dans la liste rouge des espèces piscicoles menacées[6].

### Ports de commerce
Les grands ports de commerce français du golfe de Gascogne sont :
- port de commerce de Lorient
- grand port maritime de Nantes-Saint-Nazaire
- port de commerce des Sables-d'Olonne
- grand port maritime de La Rochelle
- grand port maritime de Bordeaux
- port de commerce de Bayonne

Les grands ports de commerce espagnols du golfe de Gascogne sont :
- port de Pasaia
- port de Bilbao
- port de Santander
- port de Gijón
- port de Avilés

### Dégradation de l'environnement et pressions anthropiques
Le bon état écologique n'est plus atteint dans le Golfe pour de multiples raisons, dont l'eutrophisation et une turbidité excessive source d'étouffement et colmatage des fonds. La surpêche et localement le braconnage (des civelles), l'extraction sélective de matériaux, des aménagements côtiers, les effets destructifs du chalutage sur les fonds, diverses pollutions marines, accidentelle et chroniques, des dépôts sous-marins de munitions, des perturbations sonores sous-marines, le dérangement de la faune, et probablement, au moins localement des modifications de température et du régime de salinité de l'eau ou de la courantologie.
D'après l'association France Nature Environnement, le golfe de Gascogne » est menacé de devenir une « zone morte » (eaux contenant très peu d'oxygène, entraînant la raréfaction de la faune marine) à cause d'une pollution aux détergents pétrochimiques. Elle appelle les pouvoirs publics à réagir en conséquence.
De la fin des années 1960 jusqu'à 1983, plusieurs pays ont jeté des déchets radioactifs à différents endroits de l'océan Atlantique, le golfe de Gascogne en faisant partie.

#### Impact de la pêche sur les petits cétacés et réponse des pouvoirs publics
Les dauphins et les marsouins sont fréquemment victimes des filets des pêcheurs, bien que leur pêche soit illégale depuis 2011 (mais tolérée si accidentelle). Pour rompre avec le cycle des captures accidentelles de cétacés, le gouvernement expérimente la fermeture de la pêche aux navires français durant un mois, du 22 janvier au 20 février 2024. Cette décision fait suite à un arrêt du Conseil d'État du 22 décembre 2023, enjoignant aux autorités d'agir dans les six mois pour réduire l'incidence des activités halieutiques sur les petits cétacés dans le golfe de Gascogne.
Environ 400 navires de pêche sont concernés par cette interdiction, entraînant la protestation des pêcheurs, qui dénoncent notamment l'absence de réglementation pour leurs concurrents espagnols. Toutefois, le gouvernement a annoncé prendre une mesure d'urgence au niveau européen pour contraindre tous les États membres à observer la même réglementation s'agissant de la pêche dans le golfe de Gascogne. Une indemnisation de 80 % à 85 % du chiffre d'affaires des pêcheurs est également annoncées par le gouvernement français.

### Accidents et naufrages
Le 1er juin 1943, un Douglas DC-3 du vol BOAC 777, partant de l'aéroport de Portela au Portugal à destination de l'aéroport de Whitchurch (en), près de Bristol, en Angleterre est attaqué par huit chasseurs-bombardiers à long rayon d'action allemands Junkers Ju 88C-6, au large de la côte française dans le golfe de Gascogne, entraînant la mort des dix-sept personnes à bord parmi lesquels l'acteur Leslie Howard.
Le cargo français Maori, lancé le 29 juin 1958 au Chantier naval de La Ciotat pour le compte de la Compagnie des Messageries Maritimes à Dunkerque (Nord), venant de Nouvelle-Calédonie avec un chargement de nickel et de Tahiti où il avait chargé de l'huile de coprah à destination du Havre, coula dans le Golfe de Gascogne le 9 novembre 1971 avec un seul survivant sur les trente-neuf membres d'équipage. Les causes de ce naufrage n'ont jamais été élucidées.